# Южная Европа
Ю́жная Евро́па, согласно ряду современных классификаций — историко-политико-культурно-географический регион на юге Европы, включающий в себя государства на берегу Средиземного моря и Пиренейского полуострова (Португалия, Испания, Андорра), Монако, государства, расположенные на Апеннинском полуострове (Италия, Ватикан, Сан-Марино), Грецию, а также островные государства Мальта и Кипр.
Иногда в состав Южной Европы также включают государства Балканского полуострова: Хорватию, Черногорию, Сербию, Албанию, Боснию и Герцеговину, а также европейскую часть Турции. К Южной Европе относится также квазигосударственное образование Мальтийский орден (сегодняшняя территория — всего один особняк в Риме и резиденция на Мальте).

## Государства и столицы
Список государств и их столиц:
- Албания — Тирана
- Андорра — Андорра-ла-Велья
- Босния и Герцеговина — Сараево
- Ватикан — Ватикан
- Греция — Афины
- Испания — Мадрид
- Италия — Рим
- Республика Кипр — Никосия[2]
- Мальта — Валлетта
- Португалия — Лиссабон
- Сан-Марино — Сан-Марино
- Северная Македония — Скопье
- Сербия — Белград
- Словения — Любляна
- Турция — Анкара[3]
- Хорватия — Загреб
- Черногория — Подгорица

## Географическое положение
В основе лежит Альпийская (Апеннинский, Балканский полуостров) и Герцинская (Пиренейский полуостров) складчатости. Рельеф стран возвышенный, имеется множество полезных ископаемых: алюминиевые, полиметаллические, медные, ртутные (Испания — один из лидеров по добыче пиритов и ртути), урановые, железные руды, сера, слюда, газ.

## Климат
Южная Европа известна своим жарким климатом, богатой историей и тёплыми водами Средиземного моря.
Страны Южной Европы граничат с Францией, Швейцарией, Австрией, Словенией, Венгрией, Румынией, Болгарией. Турция на востоке граничит с Азербайджаном, Арменией, Грузией, Сирией, Ираком, Ираном.
Во всех странах Южной Европы преобладает субтропический средиземноморский климат, поэтому летом преобладают тёплые температуры около +24 °C, а зимой достаточно прохладные, около +8 °C. Осадков выпадает достаточно, около 1000—1500 мм в год.

## Природа
Южная Европа почти целиком находится в зоне жестколиственных вечнозелёных лесов и кустарников, которая сохранилась только на побережье Средиземного моря (шёл ледник, и горы задержали его, а деревья перебрались за горы).
Фауна: европейские косули, рыси, горные козлы, лисы, муфлоны, волки, барсуки, еноты.
Флора: земляничные деревья, каменные дубы, мирты, маслины, виноград, платаны, кипарисы, каштаны, буки, грабы, можжевельники, сосны, пихты, а также ряд других древесно-кустарниковых пород и видов иных растений.

## Население
Высокая плотность населения, от 100 и более человек на км². Преобладающая религия — христианство (католицизм).
Уровень урбанизации стран Южной Европы (данные ООН за 2014 г):
- Греция — 78 %
- Испания — 79 %
- Италия — 69 %
- Мальта — 95 %
- Португалия — 63 %
- Сан-Марино — 94 %

Естественный прирост в этих странах также невысокий:
- Греция — 0,1
- Испания — 0
- Италия — (-0,1)
- Мальта — 0,4
- Португалия — 0,1
- Сан-Марино — 0,4

Из чего можно сделать вывод, что в этих странах также наблюдается «старение нации».

## Внутренние воды
В южной части Европы горный рельеф и субтропический климат с сухим летом создают своеобразные условия для формирования речной сети.
Для рек, как правило, характерны большое падение и невыработанный профиль. На многих из них, особенно на Пиренейском полуострове, в нижнем течении есть пороги, которые образуются при пересечении крутых уступов Месеты.
Водный режим рек отличается резкими колебаниями расхода. Зимой во время дождей они переполняются водой и несут большое количество взвешенного материала.
Летом в период почти полного отсутствия осадков реки мелеют. Разница в расходе воды между летним и зимним периодами может составлять 1:100 и даже 1:200 (например, река Эбро). Небольшие реки юга Италии и Греции в летний период совершенно пересыхают.